# مركز مدينة سان فرانسيسكو

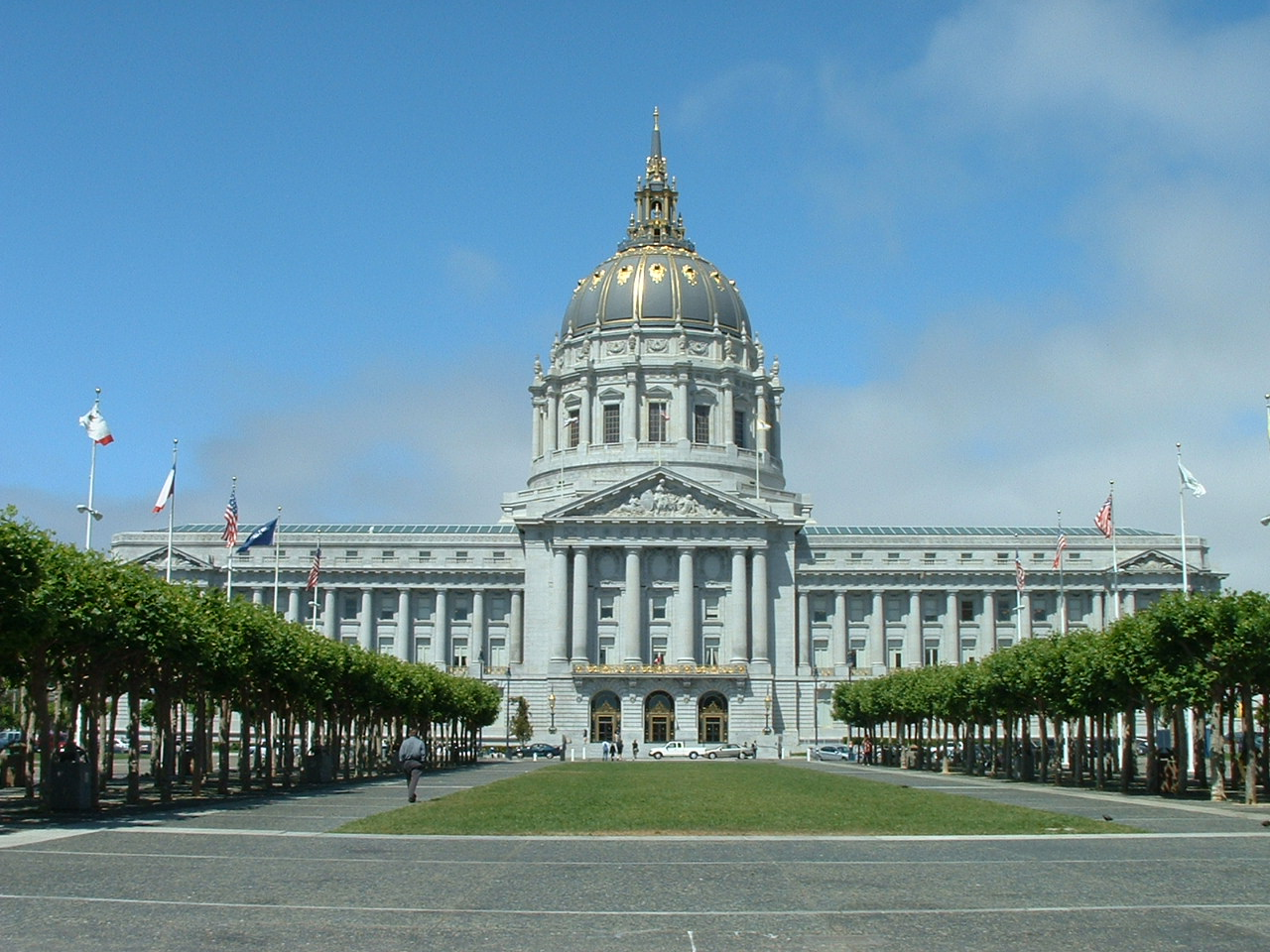
مركز مدينة سان فرانسيسكو

مركز مدينة سان فرانسيسكو هو موقع معماري جمالي تم افتتاحه كمركز لمدينة سان فرانسيسكو في عام 1915. تعتبر قبة المبنى خامس أكبر قبة في العالم. استبدل المبنى الحالي المبنى السابق الذي دمر بالكامل أثناء زلزال سان فرانسيسكو 1906.
قام بوضع تصميم المبنى المعماري آرثر براون جونيور، وتمتد تفاصيل التصميم المعماري لتشمل مقابض الأبواب واللوحات. بلغت كلفة بناء المبنى في حينها ما يقارب 3.4 مليون دولار أمريكي، واستغرق بناؤه عامين.

## وصلات خارجية
- الموقع الرسمي